# جایزه بزرگ موناکو ۱۹۸۹
جایزه بزرگ موناکو ۱۹۸۹ (انگلیسی: ‎1989 Monaco Grand Prix‎) یک مسابقهٔ موتوری در رشتهٔ اتومبیل‌رانی فرمول یک بود که در تاریخ ۷ مهٔ ۱۹۸۹ در پیست موناکو واقع در مونت‌کارلو، موناکو برگزار شد. این گراند پری در میان ۱۶ گراند پری در فصل ۱۹۸۹، مسابقهٔ شمارهٔ ۳ بود.
در این مسابقه که در ۷۷ دور و به مسافت ۲۵۶٫۲۵۶ کیلومتر (۱۵۹٫۲۳۰ مایل) برگزار شد، پول پوزیشن توسط آیرتون سنا کسب شد و سریع‌ترین زمان برای طی یک دور پیست که برابر با ۱:۲۵٫۵۰۱ بود نیز توسط آلن پروست به ثبت رسید.
آیرتون سنا از تیم مک‌لارن-هوندا، آلن پروست از تیم مک‌لارن-هوندا و استفانو مودنا از تیم برابام-جاد به‌ترتیب مقام‌های اول تا سوم مسابقه را کسب کردند.

## رده‌بندی قهرمانی پس از مسابقه
| جایگاه | راننده          | امتیاز |
| ------ | --------------- | ------ |
| ۱      | آیرتون سنا      | ۱۸     |
| ۲      | آلن پروست       | ۱۸     |
| ۳      | نایجل منسل      | ۹      |
| ۴      | آلساندرو نانینی | ۵      |
| ۵      | موریشیو گوژلمین | ۴      |
| منبع:  |                 |        |

| جایگاه | سازنده         | امتیاز |
| ------ | -------------- | ------ |
| ۱      | مک‌لارن-هوندا   | ۳۶     |
| ۲      | فراری          | ۹      |
| ۳      | بنتون-فورد     | ۸      |
| ۴      | برابام-جاد     | ۵      |
| ۵      | لیتون هاوس-جاد | ۴      |
| منبع:  |                |        |

یادداشت
- تنها پنج جایگاه نخست از هر رده‌بندی نمایش داده شده‌است.